# Pavel Korobkov
Pavel Korobkov (en russe : Павел Валерьевич Коробков), né le 18 octobre 1990, est un joueur russe de basket-ball. Il évolue aux postes d'ailier fort et de pivot.

## Palmarès
- VTB United League 2015